# Уайлдер, Крис
Кри́стофер (Крис) Джон Уа́йлдер (англ. Christopher (Chris) John Wilder; род. 23 сентября 1967, Стоксбридж, Йоркшир и Хамбер) — английский футболист и футбольный тренер.
В качестве игрока был правым защитником английских клубов «Шеффилд Юнайтед», «Ротерем Юнайтед», «Ноттс Каунти», «Брэдфорд Сити», «Брайтон энд Хоув Альбион» и «Галифакс Таун»; также выступал за пять других английских клубов на правах аренды.
После завершения карьеры игрока начал тренерскую карьеру. Был главным тренером клубов «Олфретон Таун», «Галифакс Таун», «Оксфорд Юнайтед» и «Нортгемптон Таун» до назначения на должность главного тренера «Шеффилд Юнайтед» в мае 2016 года.

## Карьера игрока
Уроженец Стоксбриджа, Уэст-Райдинг-оф-Йоркшир, Крис начал карьеру в футбольной академии клуба «Саутгемптон». В 1986 году покинул команду в качестве свободного агента, не сыграв в основном составе «святых» ни одного матча. В августе того же года стал игроком клуба «Шеффилд Юнайтед» и выступал за него до 1992 года. В дальнейшем играл за «Ротерем Юнайтед», «Ноттс Каунти», «Брэдфорд Сити», «Брайтон энд Хоув Альбион» и «Галифакс Таун», а также за ряд других команд на правах аренды.

## Тренерская карьера
Уайлдер начал тренерскую карьеру в клубе «Олфретон Таун» в октябре 2001 года. Тренировал команду на протяжении 27 недель, выиграв за это время три трофея Лиги северных графств: Премьер-дивизион (восточная зона), кубок лиги, президентский кубок, а также Большой кубок Дербишира.
2 июля 2002 года был назначен главным тренером клуба «Галифакс Таун», за который ранее выступал в качестве игрока. Провёл в клубе последующие шесть лет; под его руководством команда сыграла более 300 матчей. В июне 2008 года клуб «Галифакс Таун» был ликвидирован из-за долгов. После этого Уайлдер перешёл на работу в тренерский штаб клуба «Бери», став ассистентом главного тренера Алана Нилла.
21 декабря 2008 года Уайлдер принял предложение клуба «Оксфорд Юнайтед» и стал главным тренером команды. В сезоне 2009/10 «Оксфорд Юнайтед» под его руководством занял в Премьер-дивизионе Конференции третье место, гарантирующее участие в плей-офф за выход в Лигу 2. В двухматчевом полуфинале плей-офф «Оксфорд» обыграл «Рашден энд Даймондс», а в финале победил «Йорк Сити» и вышел из Конференции в Футбольную лигу.
В сезоне 2010/11 «Оксфорд Сити» финишировал в середине турнирной таблицы Лиги 2, заняв 12-е место, что стало лучшим результатом команды за семь лет. В следующем сезоне команда заняла 9-е место. В сезоне 2012/13 «Оксфорд» вновь занял 9-е место. 25 апреля 2013 года Уайлдер подписал с клубом новый контракт.
26 января 2014 года Уайлдер подал в отставку с поста главного тренера «Оксфорд Юнайтед» с целью перехода в «Нортгемптон Таун». Уже на следующий день, 27 января, Уайлдер был назначен главным тренером клуба «Нортгемптон Таун», подписав контракт сроком на три с половиной года. По итогам сезона 2014/15 «Нортгемптон» занял 12-е место, хотя на момент прихода Уайлдера команда находилась в зоне вылета в Конференцию. В сезоне 2015/16 «Нортгемптон Таун» стал чемпионом Лиги 2, набрав 99 очков, и вышел в Лигу 1.
12 мая 2016 года Крис Уайлдер был назначен главным тренером клуба Лиги 1 «Шеффилд Юнайтед», сменив уволенного Найджела Эдкинса. Крис подписал с клубом трёхлетний контракт. Уайлдер назначил капитаном команды Билли Шарпа. Сезон 2016/17 начался для «клинков» не очень удачно: команда взяла только 1 очко в четырёх стартовых играх лиги. Однако затем команда набрала хорошую форму и стала чемпионом Лиги 1, набрав 100 очков по итогам сезона (клубный рекорд) и вышла в Чемпионшип. В сезоне 2017/18 «Шеффилд Юнайтед» занял 10-е место в Чемпионшипе. В следующем сезоне Уайлдер помог своей команде завоевать второе место в Чемпионшипе, что гарантировало выход в Премьер-лигу. По итогам сезона 2018/19 Уайлдер был признан тренером года в Англии по версии Ассоциации тренеров лиги (LMA), опередив в результатах голосования главного тренера «Манчестер Сити» Пепа Гвардиолу.
В июле 2019 года подписал новый трёхлетний контракт с «Шеффилд Юнайтед». 13 марта 2021 года Уайлдер покинул клуб по обоюдному согласию сторон.

## Тренерская статистика
| Команда          | Начало работы   | Завершение работы | Показатели | Показатели | Показатели | Показатели | Показатели |
| Команда          | Начало работы   | Завершение работы | И          | В          | Н          | П          | % побед    |
| ---------------- | --------------- | ----------------- | ---------- | ---------- | ---------- | ---------- | ---------- |
| Галифакс Таун    | 2 июля 2002     | 30 июня 2008      | 312        | 120        | 77         | 115        | 038,5      |
| Оксфорд Юнайтед  | 21 декабря 2008 | 26 января 2014    | 269        | 121        | 70         | 78         | 045,0      |
| Нортгемптон Таун | 27 января 2014  | 12 мая 2016       | 126        | 61         | 28         | 37         | 048,4      |
| Шеффилд Юнайтед  | 12 мая 2016     | 13 марта 2021     | 227        | 106        | 47         | 74         | 046,7      |
| Мидлсбро         | 7 ноября 2021   | 3 октября 2022    | 45         | 18         | 11         | 16         | 040,0      |
| Уотфорд          | 7 марта 2023    | 9 мая 2023        | 11         | 3          | 3          | 5          | 027,3      |
| Шеффилд Юнайтед  | 5 декабря 2023  | 18 июня 2025      | 78         | 34         | 13         | 31         | 043,6      |
| Итого            | Итого           | Итого             | 1068       | 463        | 249        | 356        | 043,4      |

## Достижения

### Командные тренерские достижения
Олфретон Таун
- Победитель Премьер-дивизиона Восточной футбольной лиги северных графств: 2001/02
- Обладатель Кубка лиги Восточной футбольной лиги северных графств: 2001/02
- Обладатель Президентского кубка Восточной футбольной лиги северных графств: 2001/02
- Обладатель Большого кубка Дербишира: 2001/02

Оксфорд Юнайтед
- Победитель плей-офф Премьер-дивизиона Конференции: 2010

Нортгемптон Таун
- Победитель Лиги 2: 2015/16

Шеффилд Юнайтед
- Победитель Лиги 1: 2016/17
- Второе место в Чемпионшипе (выход в Премьер-лигу): 2018/19

### Личные тренерские достижения
- Тренер месяца в Лиге 2: январь 2015, ноябрь 2015, январь 2016, февраль 2016
- Тренер года в Лиге 2 по версии LMA: 2015/16
- Тренер месяца в Лиге 1: апрель 2017
- Тренер года в Лиге 1 по версии LMA: 2016/17
- Тренер месяца Чемпионшипа Английской футбольной лиги: февраль 2019, апрель 2019
- Тренер года в Чемпионшипе по версии LMA: 2018/19
- Тренер года в Англии по версии LMA: 2018/19